# Sideritis clandestina
Sideritis clandestina (Syn. Sideritis theezans Boiss. & Heldr.) ist eine Pflanzenart aus der Familie der Lippenblütler (Lamiaceae). Innerhalb der Gattung der Gliedkräuter (Sideritis) gehört sie zur Sektion Empedoclia.

## Beschreibung
Sideritis clandestina ist eine 20 bis 50 cm hoch werdende, höchstens spärlich verzweigte, ausdauernde Pflanze mit wolliger, gelblicher oder grauer Behaarung. Die grundständigen Laubblätter sind 25 bis 50 mm lang und 8 bis 15 mm breit. Sie sind elliptisch bis verkehrlanzettlich, gekerbt und am Grund verschmälert. Die stängelständigen Laubblätter sind 40 bis 60 mm lang und 9 bis 16 mm breit, schmal länglich bis elliptisch und ganzrandig oder gekerbt.
Der Blütenstand besteht aus 4 bis 20 vielblütigen Scheinquirlen, die gedrängt stehen oder voneinander entfernt sein können. Die mittleren Tragblätter sind insgesamt 11 bis 30 mm lang und überragen die Blüten; sie sind breit eiförmig bis fast kreisförmig mit wolliger Behaarung, einem herzförmigen Grund und einer deutlich abgesetzten, 4 bis 15 mm langen Spitze. Der Kelch ist 8 bis 11 mm lang, zottig behaart und hat innen einen Haarring; die 3 bis 4 mm langen Kelchzähne sind etwas kürzer als die Kelchröhre. Die Krone ist 12 bis 14 mm lang und gelb gefärbt; die Oberlippe hat meistens zwei braune Streifen.
Die Blütezeit reicht von Juni bis August.

## Systematik
Die Art wird in zwei Unterarten aufgeteilt:
- Sideritis clandestina subsp. clandestina. Diese Unterart hat eine gräuliche Behaarung. Die Stängelblätter sind schmal länglich und mindestens so lang wie das dazugehörende Internodium. Meist sind alle Scheinquirle gedrängt und bilden einen ährenähnlichen Blütenstand, seltener sind die unteren Scheinquirle entfernt. Die mittleren Tragblätter sind 16 bis 30 mm lang und 10 bis 20 mm breit und ein- bis dreimal länger als die Blüten; sie sind plötzlich zugespitzt mit 6 bis 15 mm langer Spitze.
- Sideritis clandestina subsp. peloponnesiaca (Boiss. & Heldr.) Baden (Syn. Sideritis clandestina subsp. cyllenea (Boiss.) Papanic. & Kokkini). Diese Unterart hat eine gelbliche Behaarung. Die Stängelblätter sind elliptisch bis länglich und kürzer als das dazugehörende Internodium. Meist sind alle Scheinquirle voneinander entfernt, selten die oberen gedrängt. Die mittleren Tragblätter sind 10 bis 20 mm lang und 10 bis 17 mm breit und nur wenig länger als die Blüten; sie sind allmählich zugespitzt mit nur 4 bis 6 mm langer Spitze.

Beide Unterarten haben 2n = 32 Chromosomen.

## Verbreitung und Standort
Die Art ist ein Endemit der Gebirge des Peloponnes. Subsp. clandestina kommt in südlichen Hochgebirgen (Taygetos und Parnon) vor, subsp. peloponnesiaca in den nördlichen (Erymanthos, Aroania, Kyllini, südwärts bis zum Menalo). Beide Unterarten sind an Kalk gebunden und besiedeln felsiges Gelände (Weiden, Felsspalten und Ruhschutt) in einer Höhenlage von 1200 bis 2300 m (subsp. clandestina) bzw. 1600 bis 2000 m (subsp. peloponnesiaca).

## Nutzung
Die Art ist eine geschätzte Teepflanze und ist die bekannteste der neben anderen vikariierenden Arten als Griechischer Bergtee gesammelten Gliedkräuter.

## Belege
1. 1 2  V.H. Heywood: Sideritis L. in T. G. Tutin, V. H. Heywood, N. A. Burges, D. M. Moore, D. H. Valentine, S. M. Walters, D. A. Webb (Hrsg.): Flora Europaea. Volume 3: Diapensiaceae to Myoporaceae. Cambridge University Press, Cambridge 1972, ISBN 0-521-08489-X, S. 142 (englisch, eingeschränkte Vorschau in der Google-Buchsuche).
2. 1 2 3 4 5 6 7  Claus Baden: Sideritis L. in: Arne Strid, Kit Tan (Hrsg.): Mountain Flora of Greece. Band 2. Edinburgh University Press, Edinburgh 1991, ISBN 0-7486-0207-0, S. 84–91 (englisch, eingeschränkte Vorschau in der Google-Buchsuche).
3. ↑  Sideritis clandestina. In: POWO = Plants of the World Online von Board of Trustees of the Royal Botanic Gardens, Kew: Kew Science, abgerufen am 11. September 2019.